# Jentian
Jentian is een bestuurslaag in het regentschap Lahat van de provincie Zuid-Sumatra, Indonesië. Jentian telt 577 inwoners (volkstelling 2010).